# Ломас-де-Самора (муниципалитет)
Муниципалитет Ломас-де-Самора  (исп. Partido de Lomas de Zamora) — муниципалитет в Аргентине в составе провинции Буэнос-Айрес.
Территория — 89 км². Население — 616 279 человек. Плотность населения — 6924,72 чел./км².
Административный центр — Ломас-де-Самора.

## География
Департамент расположен на северо-востоке провинции Буэнос-Айрес.
Департамент граничит:
- на севере — с городом Буэнос-Айрес
- на северо-востоке — с муниципалитетом Ланус
- на востоке — с муниципалитетом Кильмес
- на юге — с муниципалитетом Альмиранте-Браун
- на западе — с муниципалитетом Эстебан-Эчеверрия
- на северо-западе — c муниципалитетом Ла-Матанса

## Важнейшие населённые пункты[2]
| № | Населённый пункт | Населённый пункт (исп.) | Категория   | Население чел. (2010) | На карте                        |
| - | ---------------- | ----------------------- | ----------- | --------------------- | ------------------------------- |
| 1 | Ломас-де-Самора  | Lomas de Zamora         | агломерация | 616279                | 34°45′29″ ю. ш. 58°24′08″ з. д. |

#### Агломерация Ломас-де-Самора
- входит в агломерацию Большой Буэнос-Айрес

| №  | Населённый пункт        | Населённый пункт (исп.) | Категория | Население чел. (2001) | На карте                        |
| -- | ----------------------- | ----------------------- | --------- | --------------------- | ------------------------------- |
| 1  | Ломас-де-Самора         | Lomas de Zamora         | город     | —                     | 34°45′29″ ю. ш. 58°24′08″ з. д. |
| 2  | Банфилд                 | Banfield                | город     | 223898                | 34°44′40″ ю. ш. 58°23′45″ з. д. |
| 3  | Темперлей               | Temperley               | город     | 121451                | 34°46′35″ ю. ш. 58°23′48″ з. д. |
| 4  | Вилья-Сентенарио        | Villa Centenario        | город     | 49737                 | 34°43′35″ ю. ш. 58°25′44″ з. д. |
| 5  | Вилья-Фиорито           | Villa Fiorito           | город     | 43039                 | 34°42′22″ ю. ш. 58°26′19″ з. д. |
| 6  | Льявальоль              | Llavallol               | город     | 41463                 | 34°47′47″ ю. ш. 58°25′50″ з. д. |
| 7  | Сан-Хосе (Buenos Aires) | San José                | город     | 11961                 | 34°45′14″ ю. ш. 58°21′15″ з. д. |
| 8  | Тундера                 | Turdera                 | город     | 9786                  | 34°47′26″ ю. ш. 58°24′20″ з. д. |
| 9  | Инхеньеро-Будхе         | Ingeniero Budge         | город     | —                     | 34°42′28″ ю. ш. 58°27′32″ з. д. |
| 10 | Вилья-Альбертина        | Villa Albertina         | город     | —                     | 34°44′29″ ю. ш. 58°27′45″ з. д. |